# 準通貨
準通貨（じゅんつうか）とは経済学用語の一つ。解約するということでいつでも現金通貨や預金通貨となり決済手段として使用できるようになる資産のことである。定期預金、据置貯金、定期積金がこれに当てはまる。マネーストックの統計では現金通貨と預金通貨の合計に準通貨を加えたものがM3ということになっている。